# Kajhosru Šapurdži Sorabdži
Kajhosru Šapurdži Sorabdži (rođe Leon Dadli Sorabdži; 14. avgust 1892 – 15. oktobar 1988) bio je engleski kompozitor, muzički kritičar, pijanista i pisac. On je jedan od najplodnijih kompozitora 20. veka, a najpoznatiji je po svojim nokturnima i velikim klavirskim kompozicijama, koje uključuju sedam simfonija za solo klavir, četiri tokate, Sequentia cyclica, 100 Transcendental Studies, Opus clavicembalisticum, njegove poslednje dva klavirske sonate i Gulistān.
Sorabdži je rano u svom životu izrazio osećaj različitosti. Kao homoseksualac mešovitog porekla i osećajući se otuđenim od engleskog društva, školovao se privatno i imao je doživotnu tendenciju da se povučenosti. Njegova majka je bila Engleskinja, a otac bogati parsijski biznismen iz Indije, koji je osnovao skromni poverenički fond koji ga je oslobodio potrebe za radom. Iako je Sorabdži bio nevoljni izvođač, a ne virtuoz, nekoliko svojih dela je javno odsvirao između 1920. i 1936. Krajem tridesetih godina došlo je do promene u njegovom stavu i nametnuo je ograničenja u izvođenju svoje muzike (poznata i kao „zabrana”), koju je ukinuo 1976. Njegove kompozicije su bile malo izložene tokom tih godina i on je ostao u pažnji javnosti uglavnom zahvaljujući svojim spisima i muzičkoj kritici, u čijem su središtu njegove knjige Oko muzike i Mi kontra fa: Imoralizacija makijavelskog muzičara. Pedesetih godina napustio je London i na kraju se nastanio u selu Korf kasl u Dorsetu. Informacije o Sorabdževom životu, posebno o njegovim kasnijim godinama, su retke, a većinom potiču iz pisama koja je razmenjivao sa prijateljima.
Sorabdži se predao muzici nakon ranih časova kompozicije. Iako ga je u početku privlačila modernistička estetika, kasnije je odbacio velike delove ustaljenog i savremenog repertoara. Oslanjao se na različite uticaje poput Feručija Busonija, Kloda Debusija i Karola Szimanovskog i razvio visoko individualni stil koji karakterišu česti poliritmi, uzajamno delovanje tonskih i atonalnih elemenata i raskošna ornamentika. Njegova veća dela takođe imaju tendenciju da kombinuju kontrastne forme (pre svega barok i atematiku). Njegov rad sa preko 100 kompozicija trajao je osam decenija i kreće se od skupa aforističnih fragmenata do dela koja traju nekoliko sati. Iako je prvenstveno komponovao za klavir, pisao je i orkestralne, kamerne i orguljske komade. Sorabdži je bio povezivan sa mnogim kompozitorima-pijanistima kojima se divio, uključujući  Frederika Šopena, Franca Lista i Šarla Valentina Alkana. Karakteristike njegove muzike, ne samo harmonični jezik i složeni ritmovi, predvidele su trendove u kompozicijama od sredine 20. veka i nadalje.

## Biografija

### Rane godine
Kajhosru Šapurdži Sorabdži je rođen kao Leon Dadli Sorabdži u Čingfordu, Eseksu (sad širi London), 14. avgusta 1892. Njegov otac, Šapurdži Sorabdži (Šapurdži Hormusdži Šrof; 18. avgust 1863 – 7. jul 1932), bio je parski građevinski inženjer i biznismen rođen u Bombaju u Indiji, u porodici dugog niza industrijalaca i biznismena. Njegova majka Madelin Matilda Vorti (13. avgust 1866 - 5. maj 1959) bila je Engleskinja. Poznato je da je ona bila pevačica, pijanistkinja i orguljašica, ali je pronađeno malo dokaza koji potkrepljuju ove tvrdnje. Oni su se venčali 18. februara 1892.
O ranom životu i muzičkim počecima Sorabdžija se malo zna. On je počeo da uči klavir od majke kada mu je bilo osam godina, a kasnije je dobio pomoć od Emili Edrof-Smit, engleske muzičarke i učiteljice klavira koja je bila prijateljica njegove majke. Sorabdži je pohađao školu od dvadesetak dečaka u kojoj je, pored opšteg obrazovanja, pohađao muzičke časove klavira, orgulja i harmonije, kao i časove nemačkog i italijanskog jezika. Od ranih 1910-ih do 1916. godine učio je muziku kod pijaniste i kompozitora Čarlesa A. Treva (1854–1929). Njega je takođe obrazovala njegova majka, koja ga je vodila na koncerte.

## Napomene
1. ↑  Ovo ime na engleskom je takođe napisano kao Shapurjee Sorabjee.[2]

## Literatura
- Abrahams, Simon John (2002). Le mauvais jardinier: A Reassessment of the Myths and Music of Kaikhosru Shapurji Sorabji Архивирано на веб-сајту  (24. април 2017) (PhD). King's College London.
- Anon. (1930). Editorial postscript to Sorabji, „Letters to the Editor: The Mason and Hamlin Pianoforte”. The Musical Times. 101 (1050). 1. 8. 1930. (1 August 1930). p. 739.
- Anon. (1937). „Music in Scotland”. Musical Opinion. 60 (713): 426—427. фебруар 1937.
- Bechert, Paul. „Persian Composer-Pianist Baffles”. Musical Courier. 84 (9). (2 March 1922). p. 7.
- Bowyer, Kevin John (децембар 1992). „Kaikhosru Shapurji Sorabji (1892–1988) (part ii)”. Organists' Review. 78 (4): 283—289.
- Derus, Kenneth; Ullén, Fredrik (2004). Kaikhosru Shapurji Sorabji, 100 Transcendental Studies, Nos. 1–25 (liner notes). Fredrik Ullén. Åkersberga: BIS Records (published 2006). ASIN B000F6ZIKQ. BIS-CD-1373.
- Derus, Kenneth (2009); Ullén, Fredrik (2010). Kaikhosru Shapurji Sorabji, 100 Transcendental Studies, Nos. 44–62 (liner notes). Fredrik Ullén. Åkersberga: BIS Records (published 2010). ASIN B0046M14W6. BIS-CD-1713.
- Gray-Fisk, Clinton: "Kaikhosru Shapurji Sorabji". The Musical Times, Vol. 101 (April 1960). pp. 230–232.
- Grew, Sydney (мај 1928). „Kaikhosru Sorabji—'Le Jardin Parfumé': Poem for Piano”. The British Musician. 4 (3): 85—86.
- Harrison, Max (1994a). "Book Review". Musical Opinion, Vol. 117 (February 1994). pp. 61–62. Retrieved 23 November 2012.
- Harrison, Max (1994b). "CDs". Musical Opinion, Vol. 117 (February 1994). p. 60.
- Huisman, Lukas (2016), Sorabji: Symphonic Nocturne (liner notes). Lukas Huisman. Piano Classics. ASIN B01K8VR8RS. PCLD0119.
- Inglis, Brian (2010). „Fruits of Sorabji's Indian Summer: 'Il Tessuto d'Arabeschi' and 'Fantasiettina Atematica'”. Tempo. 64 (254): 41—49. S2CID 144956626. doi:10.1017/S0040298210000410.
- Andrew Mead (2016). „Gradus ad Sorabji”. Perspectives of New Music. 54 (2): 181—218. JSTOR 10.7757/persnewmusi.54.2.0181. doi:10.7757/persnewmusi.54.2.0181.
- Owen, Sean Vaughn (2006). Kaikhosru Shapurji Sorabji: An Oral Biography (PhD). University of Southampton (UK).
- Powell, Jonathan (2003a). Kaikhosru Shapurji Sorabji, Toccata No. 1 (liner notes). Jonathan Powell. Altarus Records. ASIN B00009NJ1J. AIR-CD-9068.
- Powell, Jonathan (2003b). Kaikhosru Shapurji Sorabji, Piano Sonata no.4 (liner notes). Jonathan Powell. Altarus Records. ASIN B00029LNDC. AIR-CD-9069(3).
- Powell, Jonathan (2006), Kaikhosru Shapurji Sorabji, Concerto per suonare da me solo (liner notes). Jonathan Powell. Altarus Records. ASIN B000OCZCBQ. AIR-CD-9081.
- Powell, Jonathan (2020), Sorabji: Sequentia Cyclica (liner notes). Jonathan Powell. Piano Classics. ASIN B081WNYNWV. PCL10206.
- Purser, John (2009). Erik Chisholm, Scottish Modernist, 1904–1965: Chasing a Restless Muse. ISBN 978-1843834601.. Boydell & Brewer.
- Rapoport, Paul, ed.
- Roberge, Marc-André (1983; in French). "Kaikhosru Shapurji Sorabji, compositeur sui generis" Архивирано на веб-сајту  (24. новембар 2020) (PDF format).  Sonances. 2 (3). Недостаје или је празан параметар |title= (помоћ) (Sainte-Foy, Québec: Société du Journal Rond-Point). pp. 17–21. Retrieved 14 July 2020.
- Roberge, Marc-André (1991). "The Busoni Network and the Art of Creative Transcription" Архивирано на веб-сајту  (24. новембар 2020) (PDF format).  Canadian University Music Review. 11 (1). Недостаје или је празан параметар |title= (помоћ) (Ottawa: Société de musique des universités canadiennes). pp. 68–88. Retrieved 14 July 2020.
- Roberge, Marc-André (1996). "Producing Evidence for the Beatification of a Composer: Sorabji's Deification of Busoni" Архивирано на веб-сајту  (23. септембар 2020) (PDF format).  Music Review. 54 (2). Недостаје или је празан параметар |title= (помоћ) (Cambridge, England: Black Bear Press Ltd.). pp. 123–136. Retrieved 14 July 2020.
- Roberge, Marc-André (1997). "Kaikhosru Shapurji Sorabji's Quintet for Piano and Four Stringed Instruments and its intended performance by Norah Drewett and the Hart House String Quartet" Архивирано на веб-сајту  (22. мај 2021) (PDF format). In Guido, Bimberg. Music in Canada/La musique au Canada: A Collection of Essays, Volume I. стр. 91—108. ISBN 3-8196-0516-9.. Kanada-Studien, Vol. 25. Bochum: Universitätsverlag Dr. N. Brockmeyer.
- Roberge, Marc-André (2020). Opus sorabjianum: The Life and Works of Kaikhosru Shapurji Sorabji (free download of the book in PDF format from its presentation page on the Sorabji Resource Site). Retrieved 1 August 2020.
- Slonimsky, Nicolas (2004). „Ranging Round the World of Music: Persian Composer”. The Boston Evening Transcript, 9 February 1935, pt. 3, 4–5; 5. Reprinted in Writings on Music: Early Articles for the Boston Evening Transcript. стр. 152—154. ISBN 0415968658.. Routledge.
- Sorabji, Kaikhosru Shapurji (1930), The Fruits of Misanthropy, being The Animadversions of a Machiavellian (unpublished essay).
- Sorabji, Kaikhosru Shapurji (1934), The New Age, Vol. 55 (July 1934). pp. 141–142.
- Sorabji, Kaikhosru Shapurji (1947), Mi contra fa: The Immoralisings of a Machiavellian Musician, London: Porcupine Press.
- Sorabji, Kaikhosru Shapurji (1953), Animadversions. Essay about His Works Published on the Occasion of the Microfilming of Some of His Manuscripts (unpublished essay).
- Stevenson, Ronald (1993). „Record Reviews”. Tempo (185): 45—61. S2CID 221072112. doi:10.1017/S0040298200002886.
- Ullén, Fredrik (2004). "Transcendental Studies". In Derus, Kenneth; Ullén, Fredrik (2004). pp. 9–13.
- Ullén, Fredrik (2010). "Transcendental Studies". In Derus, Kenneth (2009); Ullén, Fredrik (2010). pp. 4–7.